# Laboratorul lui Dexter
Laboratorul lui Dexter (în engleză Dexter's Laboratory) este un serial american de desene animate difuzat pe canalul Cartoon Network ca primul serial Cartoon Cartoons. A fost creat în anul 1995 de Genndy Tartakovsky și produs inițial de Hanna-Barbera Cartoons și mai târziu de Cartoon Network Studios. Serialul urmărește pe Dexter, un băiat geniu și inventator cu un laborator ascuns în camera lui, care îl ține secret de părinții lui. El este la cote constante de sora lui Dee Dee, care obține întotdeauna acces în laboratorul fratelui ei și îi strică invențiile din neatenție. Dexter mai este în rivalitate cu Mandark, un băiat geniu ca el care îi este coleg de clasă. În primele două sezoane, alte segmente se concentrează pe Maimuță, animalul de companie/supereroul lui Dexter și pe Prietenii Dreptății, un trio de supereroi care stau împreună într-un apartament.
Tartakovsky și-a prezentat serialul la vitrina de scurtmetraje animate a lui Fred Seibert The What-A-Cartoon! Show de la Hanna-Barbera, bazându-l pe scurtmetrajele din studenție pe care le-a realizat la California Institute of the Arts. Patru episoade pilot au fost difuzate pe Cartoon Network și pe TNT între 1995 și 1996. Rating-urile favorabile de la spectatori au condus la aprobarea unui serial cu episoade de jumătate de oră, care a avut două sezoane, durând între 27 aprilie 1996 și 15 iunie 1998. Pe 10 decembrie 1999, un film de televiziune cu titlul Dexter's Laboratory: Ego Trip a fost difuzat cu intenția de a servi ca un final al serialului, iar Tartakovsky a plecat să lucreze la Samurai Jack.
În noiembrie 2000, serialul a fost reînnoit pentru două sezoane conținând în total 26 de episoade, care au început să fie difuzate pe 18 noiembrie 2001 și s-au terminat pe 20 noiembrie 2003. Datorită plecării lui Tartakovsky, ultimele două sezoane l-au avut pe Chris Savino ca showrunner alături de o nouă echipă de producție la Cartoon Network Studios cu schimbări realizate la stilul artistic vizual și la design-urile personajelor. Pe 28 august 2023, serialul a început să fie redifuzat în blocul de programe "Checkered Past" de pe Adult Swim.
Laboratorul lui Dexter a câștigat trei premii Annie și a fost nominalizat pentru patru premii Primetime Emmy, patru premii Golden Reel și încă nouă premii Annie. Serialul este notabil pentru că a ajutat la lansarea carierelor lui Craig McCracken, Seth MacFarlane, Butch Hartman, Paul Rudish și Rob Renzetti. Spin-off-uri media includ cărți pentru copii, benzi desenate, lansări pe DVD și VHS, albumuri muzicale, jucării și jocuri video.
Premiera în România a fost în anul 1998.

## Premisă
Serialul prezintă viața unui băiat care are aproximativ 8 ani pe nume Dexter, ce este tachinat de sora lui mai mare Dee Dee, cu un IQ foarte mare ce are un laborator secret plin de tehnologii foarte avansate ascuns în spatele unei bibloteci. Acesta are și un dușman pe nume Mandark, care este la fel deștept ca Dexter, poate chiar mai deștept.

## Personaje
- Dexter – Dexter este personajul principal al serialului, este un copil geniu pe care îl găsești mai tot timpul în laboratorul lui inventând tot felul de lucruri științifice. Este foarte scund (are sub un metru înălțime) și are un accent ciudat. Provocarea permantentă cu care se confruntă este să o împiedice pe Dee Dee să îi distrugă laboratorul.[2]
- Dee Dee – Dee Dee este sora mai mare a lui Dexter care îl tachinează mereu. Aceasta este foarte naivă, are 12 ani și are două prietene la fel ca ea pe nume Mee Mee și Lee Lee. Este obsedată de ponei și inorogi dar practică și dansul (din păcate în laboratorul secret al lui Dexter, distrugându-i-l și pe această cale). Dee Dee merge pe principiul "What does this button do?" (Ce face acest buton?) și distruge tot timpul invențiile lui Dexter, apăsând pe toate butoanele pe care le găsește.
- Dad (Tata) - Este tatăl lui Dexter, de obicei este naiv și poartă ochelari ca Dexter. Activitatea lui preferată este privitul la televizor.
- Mom (Mama) - Este mama lui Dexter, și este, totodată o foarte bună gospodină. Uneori cerințele ei îl împiedică pe Dexter să își termine treaba.[2]
- Mandark (în traducere liberă înseamnă Omul Întunecat) - Este rivalul lui Dexter pe teme științifice și, ca și Dexter are propriul laborator care în primă fază este distrus de sora lui Dexter, Dee Dee. Numele lui adevărat este Susan iar părinții lui sunt hippioți având nume pacifiste cum ar fi Ursul Vântului și Pasărea Oceanului. El își dorește să îi închidă definitiv laboratorul lui Dexter pentru ca el să fie singurul geniu științific din zonă.[2]. Îi place foarte tare de sora lui Dexter, Dee Dee.
- Maimuța - Maimuța este unul dintre animalele de companie ale lui Dexter. Aceasta se poate transforma într-o super-maimuță eroină care salvează lumea de la dezastre. Are și un număr considerabil de episoade dedicate (Dial M for Monkey).
- Computerul - Computerul este prietenul etern al lui Dexter. De multe ori acesta face calcule și efectuează operațiuni care să îi ușureze lui Dexter munca. Este devotat să îl servească pe stăpânul său.
- Domnul Luzinsky - Este învățătorul lui Dexter și îl consideră cel mai bun elev din întreaga școală, la fiecare test acordându-i nota 10. În mod hilar, Dexter uneori îl corectează pe domnul Luzinsky în timp ce predă lecțiile (pe care băiatul le știe deja pe de rost).

## Distribuție
- Christine Cavanaugh - Dexter (sezoanele 1–2 și episoadele 53–, 54, 55, și 57C)
- Kath Soucie - Mama lui Dexter, Vocea computerului, Agent Honeydew, Pasărea oceanului, Lee Lee
- Candi Milo - Dexter (episoadele 56, 57A, 57B și restul sezoanelor 3 și 4)
- Allison Moore - Dee Dee (sezoanele 1 și 3)
- Kathryn Cressida - Dee Dee (sezoanele 2 și 4)
- Kimberly Brooks - Mee Mee
- Jeff Bennett - Tatăl lui Dexter, Ursul vântului, ș.a.
- Eddie Deezen - Mandark
- Frank Welker - Monkey, Domnul Luzinsky, Invincibilul Krunk
- Rob Paulsen - Major Glory, Puppet Pal Mitch, ș.a.
- Tom Kenny - Val Hallen, naratorul, Puppet Pal Clem, alte voci
- Sirena Irwin - Bunicul lui Dexter